# Kulusuk
Kulusuk är en bygd i Sermersooqs kommun på Grönland i före detta amtet Tunu. Bygden har ca 300 invånare.
Kulusuk ligger på ön Kulusuk som har en diameter på cirka 10 km. Dess högsta berg når 676 m över havet. Kulusuk flygplats finns ett par kilometer från samhället. Klimatet är kyligt, runt -5°C i januari och +7°C i juli, och det är blåsigt.

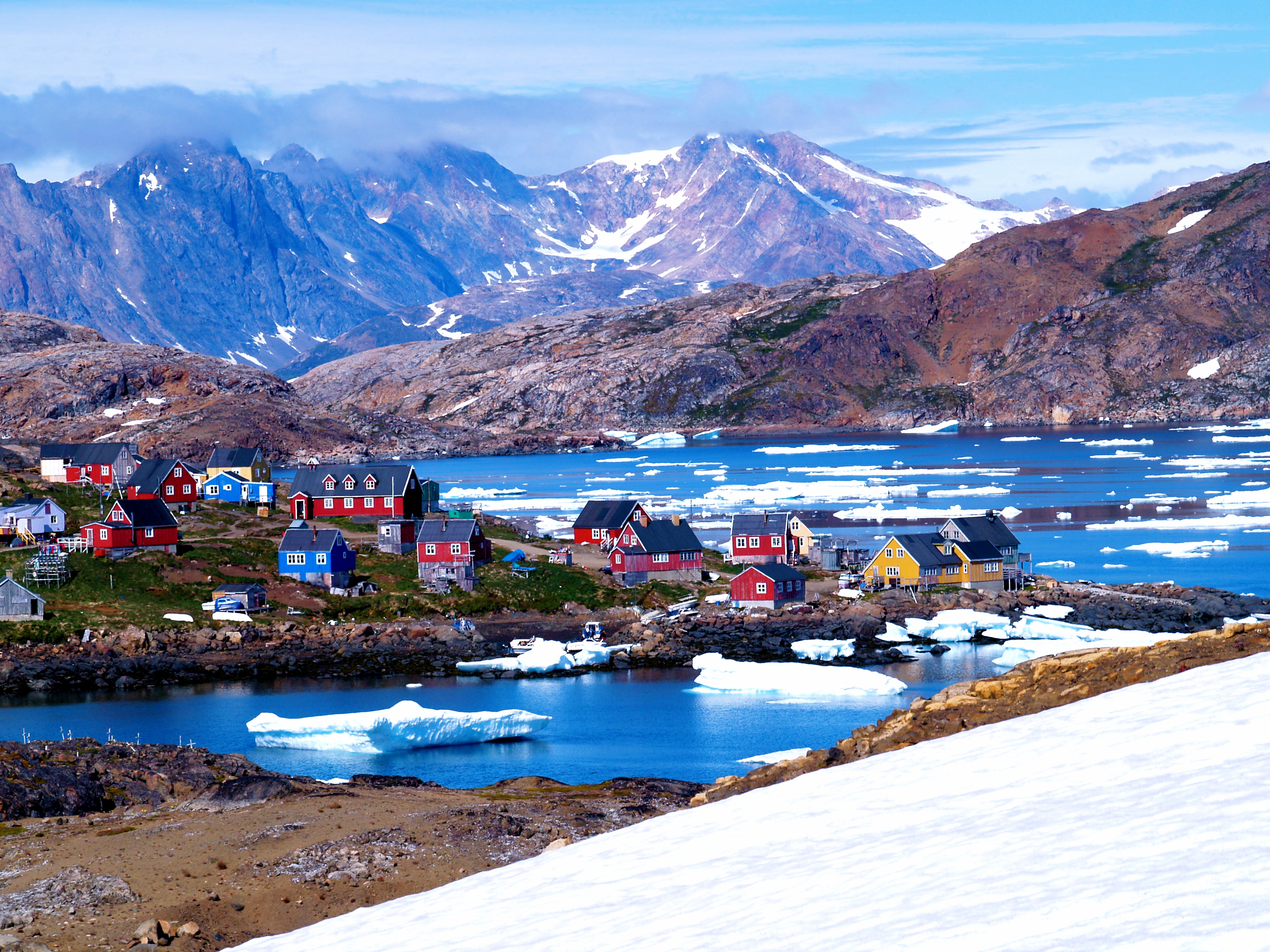
Juli 2006
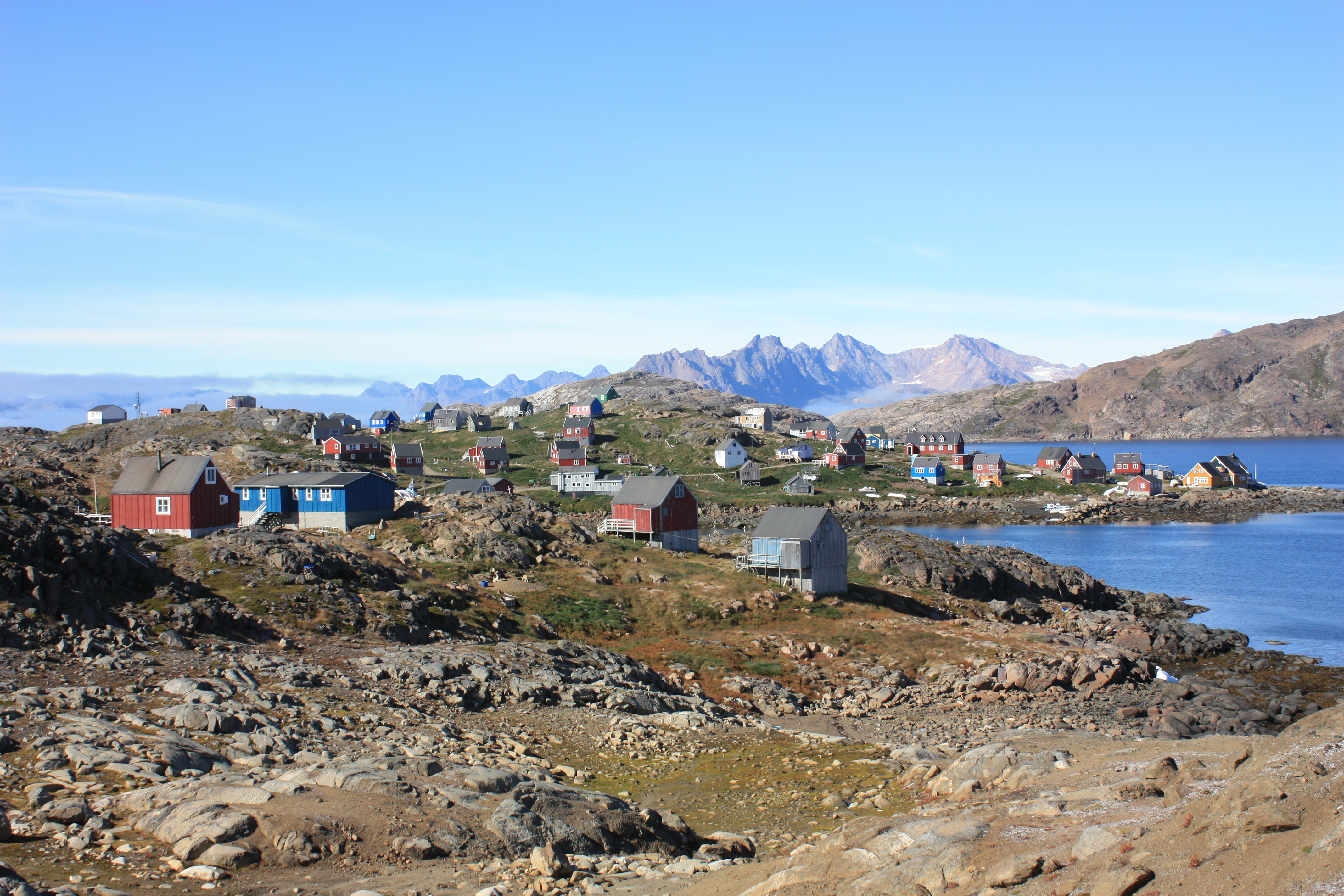
Augusti 2010
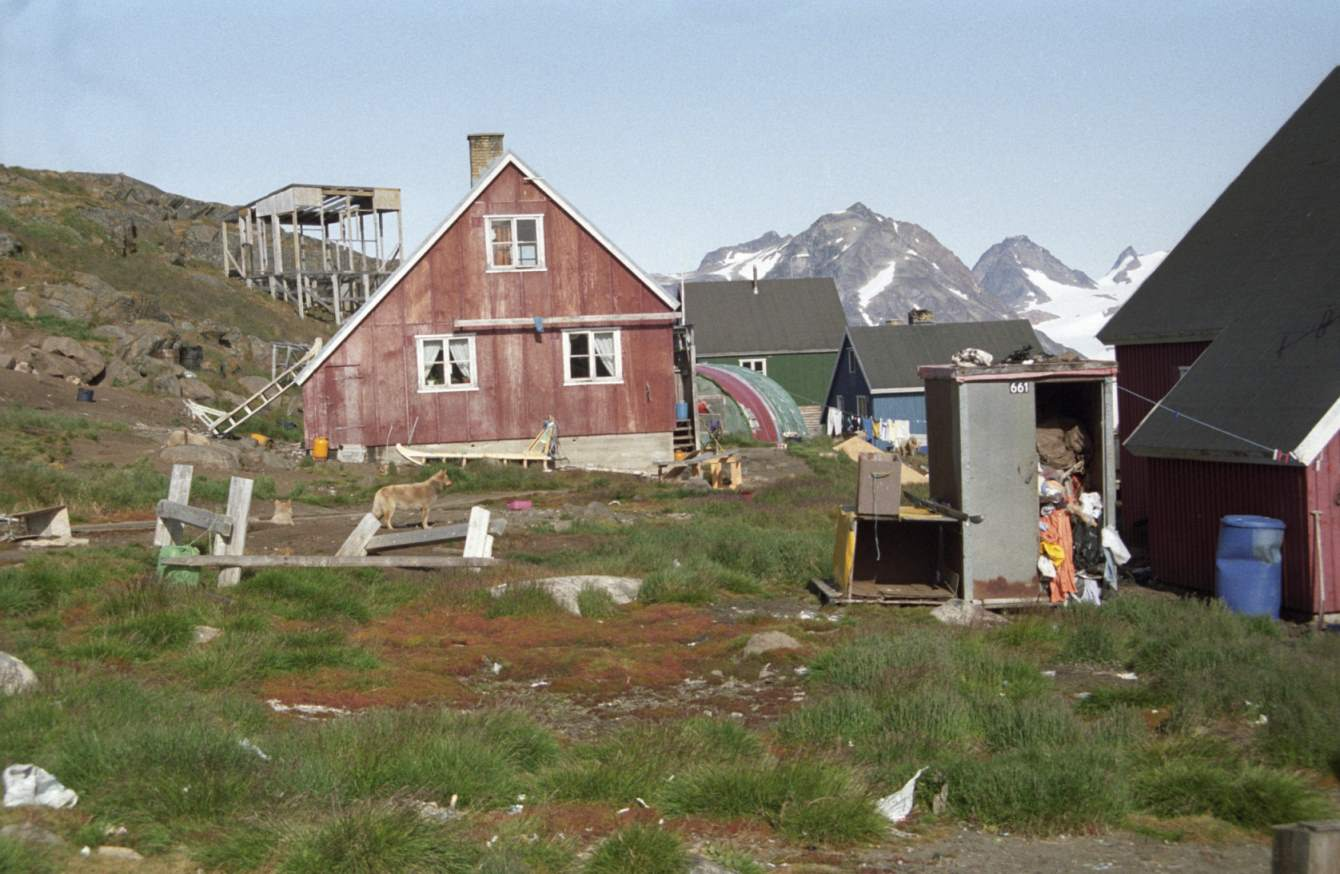
1997
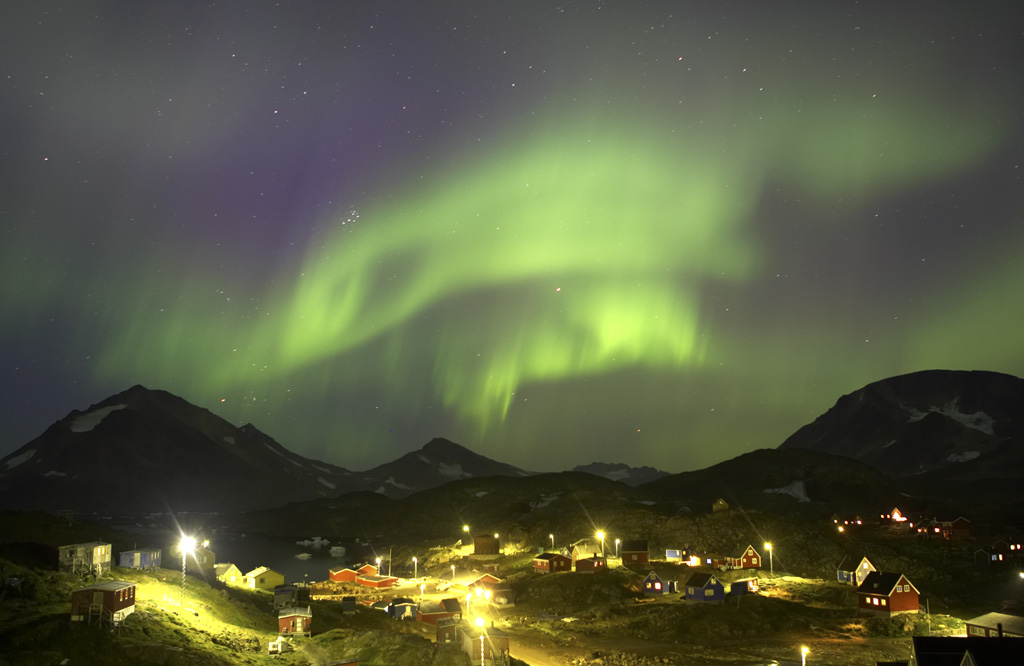
September 2005